# Chinoxalină
Chinoxalina, denumită și benzopirazină, este un compus heterociclic format dintr-un nucleu benzenic condensat cu unul pirazinic. Este izomer cu chinazolina, ftalazina și cinolina.

## Obținere
Derivații de chinoxalină se pot obține în urma unei reacții de condensare ce are loc între orto-diamine și 1,2-dicetone. Dacă se dorește chinoxalina ca produs, aceasta se poate obține în urma condensării dintre glioxal și o-fenilendiamină. Derivații substituiți se pot obține dacă în locul dicetonelor se folosesc  α-cetoacizi, α-clorocetone, α-hidroxialdehide și α-hidroxicetone.